# ألبرين شينغون
ألبرين شينغون (بالإنجليزية: Alperen Şengün) هو لاعب كرة سلة تركي يلعب في مركز لاعب هجوم قوي الجسم أو لاعب وسط في نادي هيوستن روكتس.

## روابط خارجية
- ألبرين شينغون على موقع إن بي أي (الإنجليزية)
- ألبرين شينغون على موقع سبورتس رفرنس (الإنجليزية)
- ألبرين شينغون على موقع كرة السلة الأوروبية.كوم (الإنجليزية)
- ألبرين شينغون على موقع إي إس بي إن.كوم (الإنجليزية)
- ألبرين شينغون على موقع ريلجم (الإنجليزية)
- ألبرين شينغون على موقع بروبوليرز (الإنجليزية)
- ألبرين شينغون على موقع سبورتس رفرنس (الإنجليزية)